# Interstate 535
L'interstate 535 est une autoroute inter-états auxillaire de l'interstate 35, dans le Minnesota et le Wisconsin, plus particulièrement dans la ville de Duluth. Elle mesure 2,78 miles (4,47 km) de long. Cette autoroute forme un multiplex avec la US 53 sur toute sa longueur.

## Description du Tracé

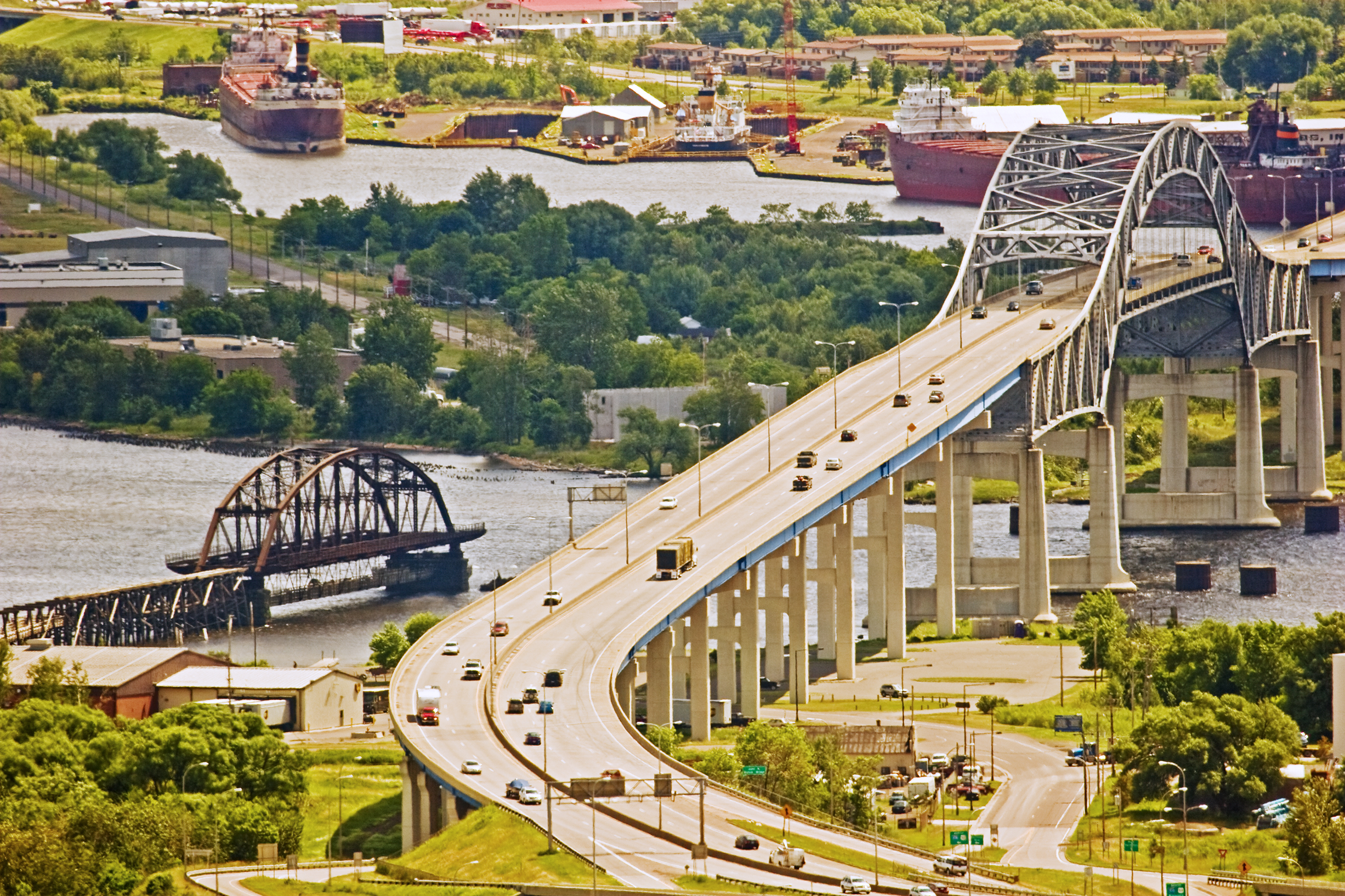
Le pont John A Blatnik, au-dessus de la baie St-Louis, à la frontière du Wisconsin et du Minnesota.

L'I-535 débute à Superior, au sud de la baie St-Louis, au croisement des routes U.S. Route 53 et WIS 35. Elle traverse la Baie Saint-Louis via le pont Blatnik. Elle traverse également la frontière entre les états du Wisconsin et du Minnesota. L'I-535 n'a qu'une sortie entre ses deux extrémités. Elle se termine à la jonction avec l'I-35 à Duluth.
L'I-535 est la plus petite interstate autant au Wisconsin qu'au Minnesota. Elle est aussi la seule autoroute des deux états sans numéros de sortie. Aussi, l'I-535 au Wisconsin est l'une des rares autoroutes à trois numéros à se rendre dans un État où l'autoroute principale ne se rend pas. D'autres exemples incluent l'I-275 près de Cincinnati, Ohio, l'I-287 et l'I-129.

## Liste des Sorties
Les sorties de l'I-535 ne sont pas numérotées.
| Interstate 535                            |                  |      |      |                                                         |                                                                                   |
| Comté                                     | Municipalité     | mi   | km   | Intersections / Destinations                            | Notes                                                                             |
| Douglas                                   | Superior         | 0,00 | 0,00 | Fifth Street, Hammond Avenue                            | Terminus sud; la route continue comme Hammond Avenue                              |
| Douglas                                   | Superior         | 0,12 | 0,19 | US 53 sud vers US 2 est WIS 35 (en) sud vers US 2 ouest | Terminus sud du multiplex avec US 53; sortie direction sud, entrée direction nord |
| Baie Saint-Louis                          | Baie Saint-Louis | 1,21 | 1,95 | Pont Blatnik Limite Minnesota–Wisconsin                 | Pont Blatnik Limite Minnesota–Wisconsin                                           |
| Baie Saint-Louis                          | Baie Saint-Louis | 0,00 | 0,00 | Pont Blatnik Limite Minnesota–Wisconsin                 | Pont Blatnik Limite Minnesota–Wisconsin                                           |
| Saint Louis                               | Duluth           | 0,54 | 0,86 | Garfield Avenue – Terminal portuaire                    |                                                                                   |
| Saint Louis                               | Duluth           | 1,43 | 2,30 | I-35 nord vers LSCT / MN 61 (en)                        | Sortie direction nord, entrée direction sud; sortie 255 de l'I-35                 |
| Saint Louis                               | Duluth           | 1,57 | 2,53 | I-35 sud vers LSCT – Minneapolis, Saint Paul            | Sortie direction sud, entrée direction nord; sortie 255 de l'I-35                 |
| Saint Louis                               | Duluth           | 1,57 | 2,53 | US 53 nord (21st Avenue West) – Virginia                | Terminus nord du multiplex avec US 53                                             |
| - Terminus de multiplex - Accès incomplet |                  |      |      |                                                         |                                                                                   |